# 黎旨軒
黎旨軒，JP，香港公務員，現任東區民政事務專員。他於2007年加入香港政府任職二級行政主任。他在2008年轉職政務主任，獲派至勞工及福利局擔任助理秘書長，再於2009年中轉至大埔民政事務處工作。及後，他曾外派至台灣擔任香港經濟貿易文化辦事處副主任，以及旅遊事務助理專員等職務。港府於2025年4月22日安排他接替陳尚文出任東區民政事務專員，以及於同月25日起出任官守太平紳士。